# Gran Lago Amargo
El Gran Lago Amargo (en árabe: al-Buhayrah al-Murra al-Kubra‎) es un lago de agua salada de Egipto, situado entre las partes norte y sur del canal de Suez. Se halla contiguo al Pequeño Lago Amargo (al-Buhayrah al-Murra as-Sughra). Los dos lagos ocupan conjuntamente un área de 250 km². También se comunica por el norte, a través del canal de Suez, con el lago Manzala y con el lago Timsah.
La comunicación del lago con el mar es directa mediante el canal de Suez y sin esclusas intermediarias, de manera que el agua perdida por evaporación en el lago es continuamente reemplazada por agua del mar. El lago permite la atenuación del efecto de las corrientes causadas por las mareas participando como si fuera un acumulador.
Los peces pueden migrar, generalmente en dirección norte, a través del canal y de los lagos, dando lugar a lo que se conoce como Migración lessepsiana. De este modo, algunas de las especies del mar Rojo han colonizado la parte este del Mediterráneo.

## Incidentes militares

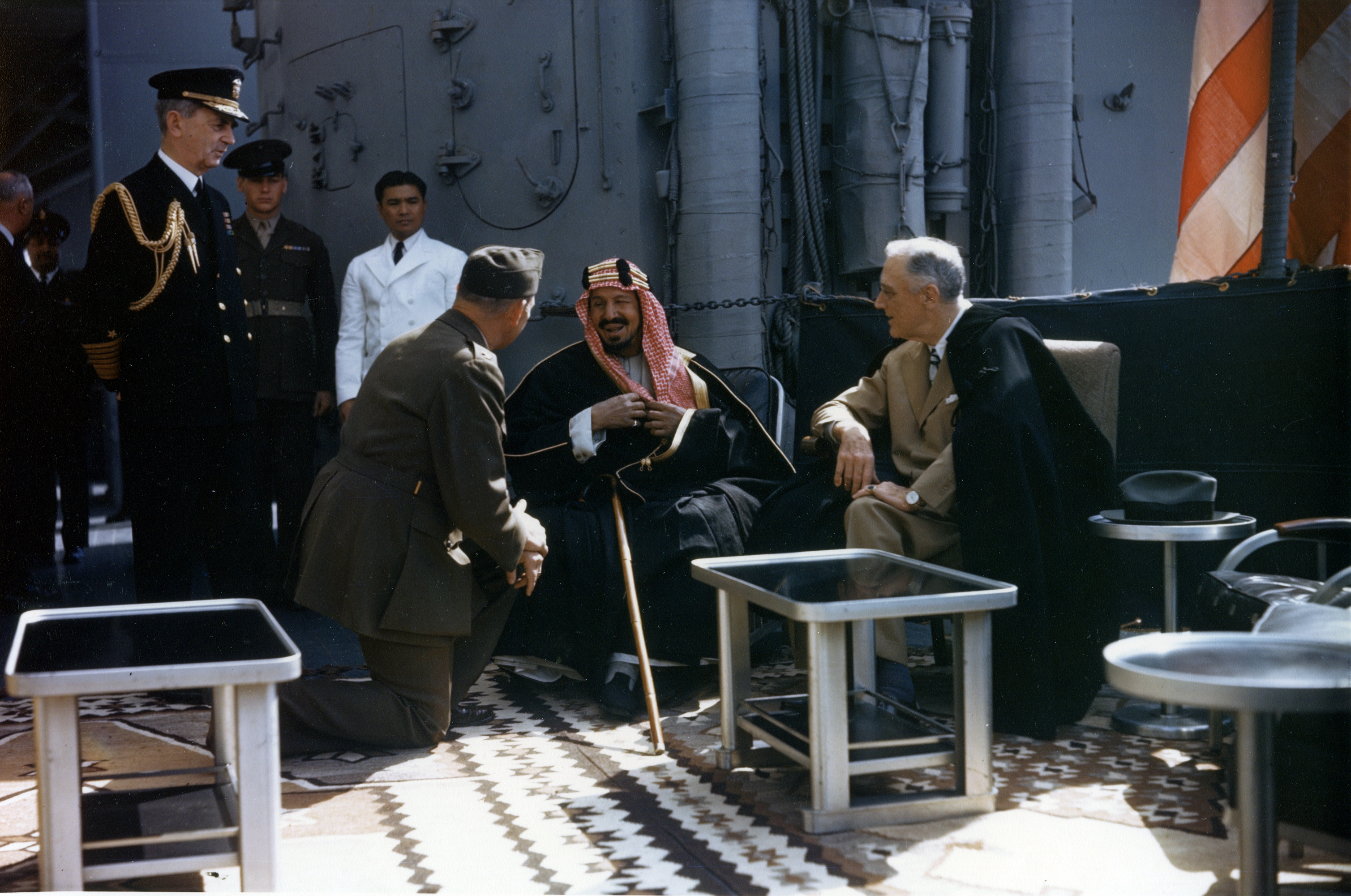
Roosevelt y Abdul Aziz a bordo del USS Quincy en el Gran Lago Amargo, 1945.

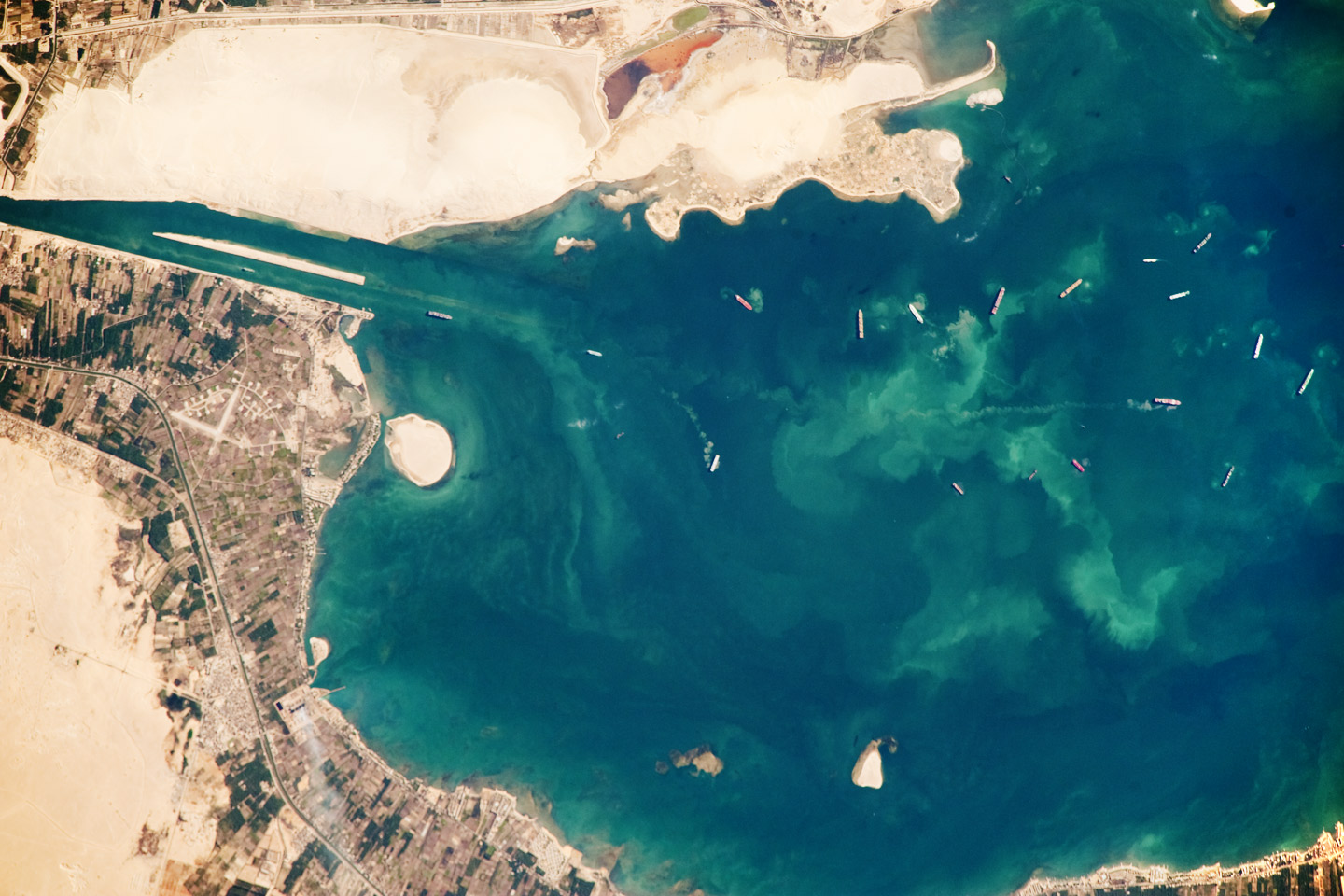
Vista aérea del Gran Lago Amargo, donde aparecen diversos barcos, anclados y en circulación, a través del Canal de Suez.

En la segunda parte de la Segunda Guerra Mundial, el lago fue usado para alojar los barcos italianos de guerra que se habían rendido a los Aliados, incluyendo el Vittorio Veneto y el Italia.
El 14 de febrero de 1945, el lago fue visitado por el presidente de los Estados Unidos. Después de la Conferencia de Yalta con Winston Churchill y José Stalin, el presidente norteamericano se desplazó al lago egipcio donde tuvo lugar la reunión de Frankin D. Roosevelt con Abdulaziz bin Saúd de Arabia Saudita, a bordo del barco USS Quincy, dentro del mismo Gran Lago Amargo. El único testigo de esta reunión fue el intérprete del presidente americano. El testimonio del mismo. el coronel William A. Eddy fue publicado años más tarde, dando así testimonio de la reunión.
Durante la Guerra de los Seis Días el canal permaneció cerrado, dejando 14 barcos atrapados en el lago hasta 1975. Estos barcos fueron conocidos como la Flota Amarilla debido a la acumulación de arena del desierto en sus cubiertas. En aquel momento, las tripulaciones emitieron una serie de sellos (más bien etiquetas decorativas sin valor postal) que son buscadas ahora por los coleccionistas de sellos.